# Список ныне живущих архиереев Русской православной церкви
В списке представлены ныне живущие архиереи Русской православной церкви.
Епископат Русской православной церкви насчитывает (на 19 августа 2025 года) 489 человек, из них:
- 304 — епархиальные архиереи, в том числе предстоятель Церкви — Патриарх Московский и всея Руси;
- 114 — викарные архиереи;
- 65 — пребывают на покое;
- 6 — запрещены в священнослужении.

Из которых:
- один — в сане патриарха;
- 161 — в сане митрополита;
- 81 — в сане архиепископа;
- 246 — в сане епископа.

Список составлен в порядке старшинства епископской хиротонии (первая дата в скобках после имени).
Старейший по возрасту архиерей Московского патриархата — пребывающий на покое митрополит Ювеналий (Поярков), бывший Крутицкий и Коломенский (89 лет, родился 22 сентября 1935 года), он же старейший по хиротонии (хиротонисан 26 декабря 1965 года) и  старейший по возведению в сан митрополита архиерей (возведён в сан митрополита 27 апреля 1972 года).
Старейший по возрасту правящий архиерей Московского патриархата — митрополит Одесский и Измаильский Агафангел (Саввин) (86 лет, родился 2 сентября 1938 года). Старейший правящий архиерей по дате хиротонии — митрополит Днепропетровский и Павлоградский Ириней (Середний) (хиротонисан 27 июля 1975 года). Старейший по возведению в сан митрополита правящий архиерей — митрополит Пермский и Кунгурский Мефодий (Немцов) (возведён в сан митрополита 1 апреля 1988 года).
Самый молодой — епископ Скадовский, викарий Херсонской епархии Вениамин (Величко) (34 года, родился 20 апреля 1991 года).
В списке количество епископов, рукоположенных в Патриаршество:
- 2 — патриарха Алексия I;
- 30 — патриарха Пимена;
- 123 — патриарха Алексия II;
- 334 — патриарха Кирилла.

## Патриаршество патриархаАлексия I

### Хиротонии 1965 года
1. Ювеналий (Поярков), митрополит, бывший Крутицкий и Коломенский (26 декабря 1965 года; на покое с 15 апреля 2021 года)

### Хиротонии 1968 года
1. Герман (Тимофеев), митрополит, бывший Волгоградский и Камышинский (6 декабря 1968 года; на покое с 28 декабря 2018 года)

## Патриаршество патриархаПимена

### Хиротонии 1973 года
1. Платон (Удовенко), митрополит, бывший Феодосийский и Керченский (16 декабря 1973 года; на покое с 25 июля 2024 года)

### Хиротонии 1975 года
1. Ириней (Середний), митрополит Днепропетровский и Павлоградский (27 июля 1975 года; на кафедре с 19 октября 1993 года)
2. Агафангел (Саввин), митрополит Одесский и Измаильский (16 ноября 1975 года; на кафедре с 20 июня 1992 года)

### Хиротонии 1976 года
1. Кирилл (Гундяев), патриарх Московский и всея Руси (14 марта 1976 года; избран на патриарший престол 27 января 2009 года, интронизован 1 февраля 2009 года)
2. Валентин (Мищук), митрополит, бывший Оренбургский и Саракташский (25 июля 1976 года; на покое с 22 октября 2015 года)

### Хиротонии 1979 года
1. Илиан (Востряков), епископ, бывший Серпуховской, викарий Московской епархии (25 ноября 1979 года; на покое с 17 февраля 1997 года)

### Хиротонии 1980 года
1. Лазарь (Швец), митрополит, бывший Симферопольский и Крымский (18 апреля 1980 года; на покое с 11 октября 2023 года)
2. Мефодий (Немцов), митрополит Пермский и Кунгурский (27 апреля 1980 года; на кафедре с 5 марта 2010 года)
3. Марк (Арндт), митрополит Берлинский и Германский (РПЦЗ) (30 ноября 1980 года[1]; на кафедре с 28 сентября 1982 года)

### Хиротонии 1982 года
1. Климент (Капалин), митрополит Калужский и Боровский (8 августа 1982 года; на кафедре с 20 июля 1990 года)

### Хиротонии 1983 года
1. Сергий (Фомин), митрополит, бывший Воронежский и Лискинский (30 января 1983 года; на покое с 24 октября 2024 года)

### Хиротонии 1984 года
1. Евсевий (Саввин), митрополит, бывший Псковский и Порховский (1 апреля 1984 года; на покое с 14 мая 2018 года)

### Хиротонии 1985 года
1. Владимир (Иким), митрополит, бывший Омский и Таврический (30 июня 1985 года; на покое с 11 октября 2023 года)

### Хиротонии 1987 года
1. Симон (Ишунин), архиепископ Брюссельский и Бельгийский (11 апреля 1987 года; на кафедре со дня хиротонии)
2. Пантелеимон (Долганов), митрополит, бывший Ярославский и Ростовский (17 мая 1987 года; на покое с 26 декабря 2019 года)
3. Лев (Церпицкий), митрополит Новгородский и Старорусский (1 ноября 1987 года; на кафедре с 20 июля 1990 года)

### Хиротонии 1988 года
1. Марк (Петровций), митрополит Хустский и Виноградовский (28 июля 1988 года; на кафедре с 14 декабря 2007 года)
2. Алексий (Кутепов), митрополит Тульский и Ефремовский (1 декабря 1988 года; на кафедре с 7 октября 2002 года)
3. Виктор (Олейник), митрополит, бывший Тверской и Кашинский (4 декабря 1988 года; на покое с 14 июля 2018 года)
4. Анастасий (Меткин), митрополит, бывший Симбирский и Новоспасский (11 декабря 1988 года; на покое с 30 августа 2019 года)

### Хиротонии 1989 года
1. Антоний (Черемисов), митрополит, бывший Орловский и Болховский (22 апреля 1989 года; на покое с 26 февраля 2019 года)
2. Ионафан (Елецких), митрополит, бывший Тульчинский и Брацлавский (23 апреля 1989 года; на покое с 23 октября 2024 года)
3. Сергий (Полеткин), митрополит, бывший Самарский и Новокуйбышевский (5 мая 1989 года; на покое с 24 июля 2025 года)
4. Владимир (Кантарян), митрополит Кишинёвский и всея Молдовы (21 июля 1989 года; на кафедре со дня хиротонии)
5. Александр (Кудряшов), митрополит Рижский и всея Латвии (23 июля 1989 года; на кафедре с 27 октября 1990 года)
6. Димитрий (Дроздов), архиепископ Витебский и Оршанский (23 июля 1989 года; на кафедре с 7 июля 1992 года)
7. Александр (Могилёв), митрополит Астанайский и Казахстанский (27 сентября 1989 года; на кафедре с 5 марта 2010 года)
8. Арсений (Епифанов), митрополит Липецкий и Задонский (5 октября 1989 года; на кафедре с 9 июля 2019 года)

### Хиротонии 1990 года
1. Вадим (Лазебный), митрополит Ярославский и Ростовский (4 февраля 1990 года; на кафедре с 26 декабря 2019 года)
2. Филарет (Карагодин), архиепископ, бывший Пензенский и Кузнецкий (11 марта 1990 года; на покое с 31 мая 2010 года)

## Патриаршество патриархаАлексия II

### Хиротонии 1990 года
1. Тихон (Емельянов), митрополит, бывший Владимирский и Суздальский (19 августа 1990 года; на покое с 27 декабря 2024 года)
2. Никон (Васюков), митрополит Уфимский и Башкортостанский (26 августа 1990 года; на кафедре со дня хиротонии)
3. Викентий (Морарь), митрополит Ташкентский и Узбекистанский (2 сентября 1990 года; на кафедре с 27 июля 2011 года)
4. Димитрий (Капалин), митрополит Тобольский и Тюменский (4 ноября 1990 года; на кафедре со дня хиротонии)
5. Онуфрий (Березовский), митрополит Киевский и всея Украины (9 декабря 1990 года; на кафедре с 17 августа 2014 года)

### Хиротонии 1991 года
1. Варсонофий (Судаков), митрополит Санкт-Петербургский и Ладожский (8 февраля 1991 года; на кафедре с 19 марта 2014 года)
2. Сергий (Генсицкий), митрополит Тернопольский и Кременецкий (17 февраля 1991 года; на кафедре со дня хиротонии)
3. Павел (Элдерсон), епископ, бывший Трахейский (2 июня 1991 года[2]; на покое с 14 сентября 2019 года)[3][4]
4. Константин (Горянов), митрополит Петрозаводский и Карельский (16 июня 1991 года; на кафедре с 5 мая 2015 года)
5. Иларион (Шукало), митрополит, бывший Донецкий и Мариупольский (29 сентября 1991 года; на покое с 24 октября 2024 года)

### Хиротонии 1992 года
1. Иннокентий (Васильев), митрополит Виленский и Литовский (26 января 1992 года; на кафедре с 24 декабря 2010 года)
2. Павел (Пономарёв), митрополит Крутицкий и Коломенский (22 марта 1992 года; на кафедре с 15 апреля 2021 года)
3. Кирилл (Дмитриев), архиепископ Сан-Францисский и Западно-Американский (РПЦЗ) (7 июня 1992 года[1]; на кафедре с 17 октября 2000 года)
4. Антоний (Фиалко), митрополит Макаровский, викарий Киевской епархии (27 июля 1992 года[5]; на кафедре с 23 мая 2023 года)
5. Феодор (Гаюн), митрополит Каменец-Подольский и Городокский (5 августа 1992 года; на кафедре с 15 апреля 1997 года)
6. Ипполит (Хилько), епископ, бывший Хустский и Виноградовский (16 августа 1992 года; на покое с 14 декабря 2007 года)
7. Виссарион (Стретович), митрополит Овручский и Коростенский (24 августа 1992 года; на кафедре с 22 июня 1993 года)
8. Питирим (Старинский), митрополит Николаевский и Очаковский (26 августа 1992 года; на кафедре с 22 июня 1993 года)
9. Августин (Маркевич), митрополит Белоцерковский и Богуславский (20 сентября 1992 года; на кафедре с 20 июля 2012 года)
10. Вениамин (Пушкарь), митрополит, бывший Владивостокский и Приморский (21 сентября 1992 года; на покое с 28 декабря 2018 года)

### Хиротонии 1993 года
1. Гурий (Шалимов), епископ, бывший Петропавловский и Булаевский (14 января 1993 года; на покое с 30 мая 2014 года)
2. Герман (Моралин), митрополит Курский и Рыльский (28 марта 1993 года; на кафедре с 17 августа 2004 года)
3. Иоанн (Попов), митрополит Белгородский и Старооскольский (4 апреля 1993 года; на кафедре с 18 июля 1995 года)
4. Максимилиан (Лазаренко), архиепископ Песоченский и Юхновский (10 апреля 1993 года; на кафедре с 30 мая 2014 года)
5. Пантелеимон (Кутовой), митрополит, бывший Красноярский и Ачинский (2 мая 1993 года; на покое с 20 марта 2025 года)
6. Никон (Миронов), епископ, бывший Кудымкарский и Верещагинский (21 июля 1993 года; на покое с 13 апреля 2021 года)
7. Иоанн (Тимофеев), митрополит Йошкар-Олинский и Марийский (25 июля 1993 года; на кафедре со дня хиротонии)
8. Симон (Гетя), митрополит, бывший Орловский и Болховский (3 октября 1993 года; на покое с 4 апреля 2019 года)
9. Анатолий (Гладкий), митрополит Полесский и Сарненский (28 октября 1993 года; на кафедре с 30 марта 1999 года)
10. Ростислав (Девятов), митрополит Томский и Асиновский (28 ноября 1993 года; на кафедре с 29 декабря 1998 года)

### Хиротонии 1994 года
1. Евгений (Решетников), митрополит Таллинский и всея Эстонии (16 апреля 1994 года; на кафедре с 3 июня 2018 года)
2. Гурий (Кузьменко), архиепископ, бывший Житомирский и Новоград-Волынский (31 июля 1994 года; на покое с 10 февраля 2011 года)
3. Серафим (Зализницкий), митрополит, бывший Ивано-Франковский и Коломыйский (1 августа 1994 года; на покое с 23 ноября 2022 года)

### Хиротонии 1995 года
1. Юстиниан (Овчинников), архиепископ Элистинский и Калмыцкий (1 сентября 1995 года; на кафедре с 25 июля 2014 года)
2. Марк (Тужиков), митрополит Вятский и Слободской (3 сентября 1995 года; на кафедре с 22 марта 2011 года)
3. Савва (Волков), архиепископ Тираспольский и Дубоссарский (12 сентября 1995 года; на кафедре с 5 марта 2010 года)
4. Зосима (Остапенко), архиепископ, бывший Соликамский и Чусовский (24 декабря 1995 года; на покое с 24 июля 2025 года)

### Хиротонии 1996 года
1. Никон (Васин), митрополит, бывший Липецкий и Задонский (31 марта 1996 года; на покое с 9 июля 2019 года)
2. Гавриил (Чемодаков), архиепископ Монреальский и Канадский (РПЦЗ) (7 июля 1996 года[1]; на кафедре с 14 мая 2008 года)
3. Михаил (Донсков), архиепископ, бывший Мёдонский, викарий Западно-Европейской епархии (РПЦЗ) (12 июля 1996 года[1]; на покое с 1 февраля 2018 года)
4. Гурий (Апалько), архиепископ Новогрудский и Слонимский (4 августа 1996 года; на кафедре со дня хиротонии)
5. Ефрем (Кицай), митрополит Криворожский и Никопольский (13 сентября 1996 года; на кафедре со дня хиротонии)
6. Иоанн (Сиопко), митрополит Херсонский и Таврический (13 декабря 1996 года[6]; на кафедре с 17 ноября 2008 года)

### Хиротонии 1997 года
1. Павел (Лебедь), митрополит Вышгородский и Чернобыльский, викарий Киевской епархии (19 апреля 1997 года; на кафедре со дня хиротонии)
2. Иов (Смакоуз), архиепископ Шумский, викарий Тернопольской епархии (22 июня 1997 года; на кафедре с 25 сентября 2018 года)
3. Ионафан (Цветков), архиепископ Абаканский и Хакасский (1 августа 1997 года; на кафедре с 29 декабря 1999 года)
4. Феодосий (Бильченко), архиепископ, бывший Полоцкий и Глубокский (10 августа 1997 года; на покое с 30 августа 2019 года)

### Хиротонии 1998 года
1. Анатолий (Аксёнов), епископ, бывший Костанайский и Рудненский (15 февраля 1998 года; на покое с 25 августа 2020 года)
2. Кирилл (Наконечный), митрополит Казанский и Татарстанский (15 марта 1998 года; на кафедре с 8 декабря 2020 года)
3. Игнатий (Пологрудов), митрополит, бывший Аргентинский и Южноамериканский (29 марта 1998 года; на покое с 11 марта 2020 года)
4. Амвросий (Поликопа), митрополит Черниговский и Новгород-Северский (28 июня 1998 года; на кафедре с 16 октября 2003 года)
5. Иосиф (Македонов), митрополит Иваново-Вознесенский и Вичугский (8 сентября 1998 года; на кафедре с 19 июля 2006 года)
6. Анатолий (Ботнарь), архиепископ Кагульский и Комратский (12 сентября 1998 года; на кафедре со дня хиротонии)
7. Агапит (Бевцик), митрополит Могилёв-Подольский и Шаргородский (22 ноября 1998 года; на кафедре с 5 января 2013 года)

### Хиротонии 1999 года
1. Иосиф (Балабанов), митрополит Улан-Удэнский и Бурятский (31 января 1999 года; на кафедре с 25 августа 2020 года)
2. Тихон (Недосекин), епископ Видновский, викарий патриарха Московского и всея Руси (10 августа 1999 года; на кафедре с 13 апреля 2021 года)

### Хиротонии 2000 года
1. Серафим (Цудзиэ), архиепископ Токийский, митрополит всея Японии (15 января 2000 года; на кафедре с 28 сентября 2023 года)
2. Евстафий (Евдокимов), архиепископ, бывший Александровский и Юрьев-Польский (30 января 2000 года; на покое с 14 мая 2018 года)
3. Меркурий (Иванов), митрополит Ростовский и Новочеркасский (6 февраля 2000 года; на кафедре с 27 июля 2011 года)
4. Онуфрий (Легкий), митрополит Харьковский и Богодуховский (22 апреля 2000 года; на кафедре с 8 мая 2012 года)
5. Владимир (Мороз), митрополит Почаевский, викарий Киевской епархии (3 декабря 2000 года; на кафедре со дня хиротонии)
6. Пантелеимон (Бащук), архиепископ Бучанский, викарий Киевской епархии (24 декабря 2000 года; на кафедре с 29 января 2016 года)

### Хиротонии 2001 года
1. Софроний (Ющук), архиепископ Могилёвский и Мстиславский (4 февраля 2001 года; на кафедре с 7 октября 2002 года)
2. Николай (Сораич), епископ, бывший Ситкинский, Анкориджский и Аляскинский (РПЦЗ) (22 апреля 2001 года[7]; на покое с 24 марта 2014 года)
3. Серафим (Мелконян), митрополит Балтийский и Светлогорский (19 мая 2001 года; на кафедре с 21 октября 2016 года)
4. Александр (Агриков), митрополит Брянский и Севский (2 сентября 2001 года; на кафедре с 28 декабря 2011 года)
5. Даниил (Доровских), митрополит Курганский и Белозерский (11 ноября 2001 года; на кафедре с 30 августа 2019 года)
6. Филипп (Осадченко), митрополит Полтавский и Миргородский (30 декабря 2001 года; на кафедре со дня хиротонии)

### Хиротонии 2002 года
1. Иларион (Алфеев), митрополит, бывший Будапештский и Венгерский (14 января 2002 года; на покое с 27 декабря 2024 года)
2. Максим (Дмитриев), епископ Елецкий и Лебедянский (20 января 2002 года; на кафедре с 29 мая 2013 года)
3. Феогност (Гузиков), митрополит Каширский, викарий патриарха Московского и всея Руси (31 марта 2002 года; на кафедре с 26 февраля 2019 года)
4. Иоанн (Хома), архиепископ Брестский и Кобринский (31 марта 2002 года; на кафедре с 7 октября 2002 года)
5. Феодосий (Васнев), митрополит Тамбовский и Рассказовский (21 апреля 2002 года; на кафедре с 26 декабря 2002 года)

### Хиротонии 2003 года
1. Георгий (Данилов), митрополит Нижегородский и Арзамасский (2 февраля 2003 года; на кафедре со дня хиротонии)
2. Лонгин (Корчагин), митрополит Симбирский и Новоспасский (19 августа 2003 года; на кафедре с 25 августа 2020 года)

### Хиротонии 2004 года
1. Марк (Головков), митрополит Рязанский и Михайловский (14 января 2004 года; на кафедре с 22 октября 2015 года)

### Хиротонии 2005 года
1. Савватий (Антонов), митрополит Чебоксарский и Чувашский (30 января 2005 года; на кафедре с 25 августа 2020 года)
2. Стефан (Нещерет), архиепископ Гомельский и Жлобинский (30 января 2005 года; на кафедре с 7 июня 2012 года)
3. Амвросий (Ермаков), митрополит Тверской и Кашинский (26 марта 2005 года; на кафедре с 25 августа 2020 года)
4. Тихон (Лобковский), архиепископ Майкопский и Адыгейский (3 апреля 2005 года; на кафедре с 27 мая 2009 года)
5. Панкратий (Жердев), епископ Троицкий, викарий патриарха Московского и всея Руси (2 июня 2005 года; на кафедре со дня хиротонии)
6. Лука (Коваленко), митрополит Запорожский и Мелитопольский (13 ноября 2005 года; на кафедре с 23 декабря 2010 года)
7. Петр (Мустяцэ), архиепископ Унгенский и Ниспоренский (13 ноября 2005 года; на кафедре с 24 декабря 2010 года)
8. Арсений (Яковенко), митрополит Святогорский, викарий Киевской епархии (5 декабря 2005 года; на кафедре со дня хиротонии)

### Хиротонии 2006 года
1. Мелетий (Егоренко), митрополит Черновицкий и Буковинский (30 июля 2006 года; на кафедре с 16 сентября 2014 года)
2. Роман (Гаврилов), епископ Серпуховской, викарий патриарха Московского и всея Руси (10 августа 2006 года; на кафедре с 13 апреля 2021 года)
3. Алексий (Гроха), митрополит Балтский и Ананьевский (19 августа 2006 года; на кафедре с 20 декабря 2012 года)
4. Александр (Матрёнин), архиепископ Даугавпилсский и Резекненский (19 августа 2006 года; на кафедре с 12 марта 2013 года)
5. Аристарх (Смирнов), митрополит Кемеровский и Прокопьевский (20 августа 2006 года; на кафедре со дня хиротонии)
6. Феофилакт (Курьянов), архиепископ Пятигорский и Черкесский (24 сентября 2006 года; на кафедре с 22 марта 2011 года)
7. Антоний (Паканич), митрополит Бориспольский и Броварский (26 ноября 2006 года; на кафедре с 25 сентября 2013 года)
8. Елисей (Ганаба), архиепископ Гаагский и Нидерландский (26 ноября 2006 года; на кафедре с 28 декабря 2017 года)

### Хиротонии 2007 года
1. Митрофан (Никитин), митрополит Горловский и Славянский (28 января 2007 года; на кафедре со дня хиротонии)
2. Варнава (Филатов), архиепископ Макеевский, викарий Донецкой епархии (11 февраля 2007 года; на кафедре с 18 октября 2007 года)
3. Сергий (Чашин), митрополит Сингапурский и Юго-Восточно-Азиатский, патриарший экзарх Юго-Восточной Азии (15 февраля 2007 года; на кафедре с 28 декабря 2018 года)
4. Маркелл (Михэеску), архиепископ Бельцкий и Фэлештский (11 марта 2007 года; на кафедре со дня хиротонии)
5. Елисей (Иванов), митрополит, бывший Изюмский и Купянский (31 марта 2007 года; на покое с 23 ноября 2022 года)
6. Серафим (Белоножко), епископ Бобруйский и Быховский (22 апреля 2007 года; на кафедре со дня хиротонии)
7. Никодим (Горенко), митрополит Житомирский и Новоград-Волынский (4 июня 2007 года; на кафедре с 14 июня 2011 года)
8. Владимир (Мельник), митрополит Владимир-Волынский и Ковельский (11 июня 2007 года; на кафедре с 14 июня 2011 года)
9. Пантелеимон (Луговой), митрополит Уманский и Звенигородский (19 октября 2007 года; на кафедре с 29 января 2016 года)
10. Серафим (Демьянив), архиепископ Яготинский, викарий Киевской епархии (16 ноября 2007 года; на кафедре со дня хиротонии)
11. Евлогий (Гутченко), митрополит Сумской и Ахтырский (25 ноября 2007 года; на кафедре с 17 ноября 2008 года)
12. Иоасаф (Губень), митрополит Васильковский, викарий Киевской епархии (16 декабря 2007 года; на кафедре с 23 ноября 2022 года)
13. Феодор (Мамасуев), митрополит Мукачевский и Ужгородский (23 декабря 2007 года; на кафедре со дня хиротонии)

### Хиротонии 2008 года
1. Леонид (Филь), епископ Туровский и Мозырский (12 февраля 2008 года; на кафедре с 7 июня 2012 года)
2. Никодим (Чибисов), митрополит Новосибирский и Бердский (23 марта 2008 года; на кафедре с 28 декабря 2018 года)
3. Антоний (Боровик), епископ, бывший Угольский, викарий Хустской епархии (18 мая 2008 года; на покое с 3 апреля 2019 года)
4. Иероним (Чернышов), епископ, бывший Орловский и Ливенский (2 июня 2008 года; на покое с 27 мая 2009 года)
5. Иоанн (Берзинь), епископ Каракасский и Южно-Американский (РПЦЗ) (21 июня 2008 года; на кафедре со дня хиротонии)
6. Феодосий (Иващенко), епископ Сиэтлийский, викарий Сан-Францисской епархии (РПЦЗ) (7 сентября 2008 года; на кафедре со дня хиротонии)
7. Пантелеимон (Поворознюк), митрополит Луганский и Алчевский (24 сентября 2008 года; на кафедре с 17 августа 2021 года)
8. Иона (Паффхаузен), митрополит, бывший архиепископ Вашингтонский, митрополит всея Америки и Канады (РПЦЗ) (1 ноября 2008 года[7]; на покое с 15 июня 2015 года)
9. Александр (Нестерчук), архиепископ Городницкий, викарий Киевской епархии (16 ноября 2008 года; на кафедре со дня хиротонии)
10. Иосиф (Масленников), митрополит, бывший Роменский и Бурынский (18 ноября 2008 года; на покое с 23 ноября 2022 года)
11. Нектарий (Фролов), епископ, бывший Талдыкорганский, викарий Астанайской епархии (20 ноября 2008 года; на покое с 24 сентября 2021 года)
12. Владимир (Орачёв), митрополит Каменской и Царичанский (22 ноября 2008 года; на кафедре с 23 декабря 2010 года)

местоблюстительство митрополита Кирилла
1. Георгий (Шейфер), архиепископ Сиднейский и Австралийско-Новозеландский (РПЦЗ) (7 декабря 2008 года; на кафедре с 21 сентября 2022 года)
2. Иероним (Шо), епископ, бывший Манхэттенский, викарий Восточно-Американской епархии (РПЦЗ) (10 декабря 2008 года; на покое с 10 июля 2013 года)

## Патриаршество патриархаКирилла

### Хиротонии 2009 года
1. Тихон (Зайцев), архиепископ Рузский, управляющий Берлинско-Германской епархией (26 апреля 2009 года; на кафедре с 13 апреля 2021 года)
2. Назарий (Лавриненко), епископ Кузнецкий и Никольский (28 мая 2009 года; на кафедре с 24 августа 2023 года)
3. Лазарь (Гуркин), епископ Нарвский и Причудский, (21 июля 2009 года; на кафедре с 30 мая 2011 года)
4. Кирилл (Покровский), митрополит Ставропольский и Невинномысский (29 ноября 2009 года; на кафедре с 22 марта 2011 года)
5. Климент (Родайкин), епископ Краснослободский и Темниковский (2 декабря 2009 года; на кафедре с 30 мая 2011 года)
6. Евлогий (Пацан), архиепископ Новомосковский, викарий Днепропетровской епархии (13 декабря 2009 года; на кафедре со дня хиротонии)

### Хиротонии 2010 года
1. Вениамин (Тупеко), митрополит Минский и Заславский, патриарший экзарх всея Беларуси (21 марта 2010 года; на кафедре с 25 августа 2020 года)
2. Илия (Быков), епископ Балахнинский, викарий Нижегородской епархии (1 августа 2010 года; на кафедре с 25 декабря 2013 года)
3. Пантелеимон (Шатов), епископ Верейский, викарий патриарха Московского и всея Руси (21 августа 2010 года; на кафедре с 13 апреля 2021 года)
4. Вениамин (Лихоманов), епископ Рыбинский и Романово-Борисоглебский (22 августа 2010 года; на кафедре с 15 марта 2012 года)
5. Нестор (Сиротенко), митрополит Корсунский и Западноевропейский, патриарший экзарх Западной Европы (5 сентября 2010 года; на кафедре с 13 октября 2022 года)
6. Геннадий (Гоголев), епископ Каскеленский, викарий Астанайской епархии (10 октября 2010 года; на кафедре со дня хиротонии)
7. Варнава (Сафонов), архиепископ Павлодарский и Экибастузский (14 ноября 2010 года; на кафедре со дня хиротонии)
8. Иннокентий (Ерохин), епископ Уссурийский, викарий Владивостокской епархии (7 декабря 2010 года; на кафедре со дня хиротонии)
9. Никодим (Барановский), митрополит Северодонецкий и Старобельский (25 декабря 2010 года; на кафедре с 5 января 2013 года)
10. Никодим (Вулпе), архиепископ Единецкий и Бричанский (26 декабря 2010 года; на кафедре со дня хиротонии)

### Хиротонии 2011 года
1. Филарет (Кучеров), митрополит Львовский и Галицкий (2 января 2011 года; на кафедре с 20 июля 2012 года)
2. Феодосий (Снигирёв), митрополит Черкасский и Каневский (6 января 2011 года; на кафедре с 17 августа 2020 года)
3. Тихон (Доровских), митрополит Орловский и Болховский (23 января 2011 года; на кафедре с 4 апреля 2019 года)
4. Филарет (Зверев), митрополит Новокаховский и Генический (12 февраля 2011 года; на кафедре со дня хиротонии)
5. Севастиан (Осокин), архиепископ Карагандинский и Шахтинский (20 февраля 2011 года; на кафедре со дня хиротонии)
6. Зиновий (Корзинкин), митрополит Саранский и Мордовский (3 апреля 2011 года; на кафедре с 19 марта 2014 года)
7. Артемий (Снигур), митрополит Хабаровский и Приамурский (10 апреля 2011 года; на кафедре с 28 декабря 2018 года)
8. Николай (Чашин), архиепископ Салехардский и Ново-Уренгойский (17 апреля 2011 года; на кафедре с 30 мая 2011 года)
9. Герман (Камалов), епископ Сочинский и Туапсинский (1 мая 2011 года; на кафедре с 28 декабря 2018 года)
10. Павел (Фокин), митрополит Ханты-Мансийский и Сургутский (12 июня 2011 года; на кафедре со дня хиротонии), митрополит Манильский и Ханойский[8] (на кафедре с 30 августа 2019 года)
11. Дионисий (Константинов), епископ, бывший Шепетовский и Славутский (18 июня 2011 года; на покое с 23 декабря 2014 года)
12. Николай (Капустин), митрополит Кременчугский и Лубенский (19 июня 2011 года; на кафедре со дня хиротонии)
13. Роман (Лукин), архиепископ Якутский и Ленский (19 июня 2011 года; на кафедре со дня хиротонии)
14. Савва (Михеев), митрополит Вологодский и Кирилловский (11 июля 2011 года; на кафедре с 25 августа 2020 года)
15. Иннокентий (Яковлев), епископ, бывший Александровский и Юрьев-Польский (19 августа 2011 года; на покое с 27 декабря 2024 года)
16. Игнатий (Депутатов), митрополит Саратовский и Вольский (21 августа 2011 года; на кафедре с 25 августа 2020 года)
17. Николай (Дутка), епископ Находкинский и Преображенский (1 сентября 2011 года; на кафедре со дня хиротонии)
18. Серафим (Кузьминов), епископ Белёвский и Алексинский (3 сентября 2011 года; на кафедре с 27 декабря 2011 года)
19. Иона (Черепанов), архиепископ Обуховский, викарий Киевской епархии (10 сентября 2011 года; на кафедре со дня хиротонии)
20. Корнилий (Синяев), митрополит Архангельский и Холмогорский (11 сентября 2011 года; на кафедре с 30 августа 2019 года)
21. Андрей (Тарасов), епископ, бывший Россошанский и Острогожский (18 сентября 2011 года; на покое с 25 августа 2020 года)
22. Адриан (Ульянов), епископ, бывший Ржевский и Торопецкий (21 сентября 2011 года; на покое с 20 марта 2025 года)
23. Николай (Субботин), епископ Салаватский и Кумертаусский (27 сентября 2011 года; на кафедре с 16 марта 2012 года)
24. Иоанн (Павлихин), архиепископ Магаданский и Синегорский (12 октября 2011 года; на кафедре со дня хиротонии)
25. Вениамин (Кириллов), епископ Кронштадтский, викарий Санкт-Петербургской епархии (14 октября 2011 года; на кафедре с 24 августа 2023 года)
26. Лукиан (Куценко), архиепископ Благовещенский и Тындинский (16 октября 2011 года; на кафедре со дня хиротонии)
27. Феофан (Ким), архиепископ Корейский (30 октября 2011 года; на кафедре с 4 апреля 2019 года)
28. Гурий (Фёдоров), епископ Арсеньевский и Дальнегорский (6 ноября 2011 года; на кафедре со дня хиротонии)
29. Ириней (Тафуня), епископ Орский и Гайский (22 ноября 2011 года; на кафедре со дня хиротонии)
30. Дионисий (Порубай), митрополит Омский и Прииртышский (27 ноября 2011 года; на кафедре с 11 октября 2023 года)
31. Владимир (Самохин), митрополит Донецкий и Мариупольский (2 декабря 2011 года; на кафедре с 24 октября 2024 года)
32. Феодосий (Гажу), епископ Исилькульский и Русско-Полянский (4 декабря 2011 года; на кафедре с 25 июля 2014 года)
33. Тарасий (Владимиров), епископ Балашовский и Ртищевский (17 декабря 2011 года; на кафедре со дня хиротонии)
34. Максимилиан (Клюев), митрополит Иркутский и Ангарский (18 декабря 2011 года; на кафедре с 26 декабря 2019 года)
35. Пахомий (Брусков), епископ Чистопольский и Нижнекамский (19 декабря 2011 года; на кафедре с 16 марта 2023 года)
36. Стефан (Гордеев), епископ Канашский и Беловолжский (25 декабря 2011 года; на кафедре с 4 октября 2012 года)

### Хиротонии 2012 года
1. Николай (Погребняк), епископ Балашихинский и Орехово-Зуевский (1 января 2012 года; на кафедре с 13 апреля 2021 года)
2. Аристарх (Яцурин), епископ Ванинский и Переяславский (25 января 2012 года; на кафедре с 14 июля 2018 года)
3. Ефрем (Просянок), архиепископ, бывший Биробиджанский и Кульдурский (28 января 2012 года; на покое с 12 марта 2024 года)
4. Николай (Ашимов), епископ Амурский и Чегдомынский (29 января 2012 года; на кафедре со дня хиротонии)
5. Ефрем (Барбинягра), епископ Боровичский и Пестовский (5 февраля 2012 года; на кафедре со дня хиротонии)
6. Иаков (Тисленко), епископ, бывший Нарьян-Марский и Мезенский (25 февраля 2012 года; на покое с 20 марта 2025 года)
7. Амфилохий (Бондаренко), архиепископ Усть-Каменогорский и Семипалатинский (26 февраля 2012 года; на кафедре со дня хиротонии)
8. Амвросий (Мунтяну), епископ Богородский, викарий патриаршего экзарха Западной Европы (4 марта 2012 года; на кафедре с 30 мая 2019 года)
9. Лука (Волчков), епископ Биробиджанский и Кульдурский (10 марта 2012 года; на кафедре с 12 марта 2024 года)
10. Филипп (Новиков), митрополит Сыктывкарский и Коми-Зырянский (11 марта 2012 года; на кафедре с 24 июля 2025 года)
11. Феодосий (Чащин), митрополит Самарский и Новокуйбышевский (17 марта 2012 года; на кафедре с 24 июля 2025 года)
12. Сергий (Иванников), митрополит Барнаульский и Алтайский (18 марта 2012 года; на кафедре с 29 мая 2013 года)
13. Филарет (Гусев), епископ Дальнеконстантиновский, викарий Нижегородской епархии (24 марта 2012 года; на кафедре с 9 июля 2019 года)
14. Алексий (Антипов), епископ Бузулукский и Сорочинский (25 марта 2012 года; на кафедре со дня хиротонии)
15. Елисей (Фомкин), епископ Урюпинский и Новоаннинский (31 марта 2012 года; на кафедре со дня хиротонии)
16. Никифор (Хотеев), епископ, бывший Отрадненский и Похвистневский (1 апреля 2012 года; на покое с 24 июля 2025 года)
17. Августин (Анисимов), епископ, бывший Городецкий и Ветлужский (8 апреля 2012 года; на покое с 24 августа 2023 года)
18. Варнава (Баранов), епископ Выборгский и Приозерский (22 апреля 2012 года; на кафедре с 24 августа 2023 года)
19. Нил (Сычёв), епископ Муромский и Вязниковский (2 мая 2012 года; на кафедре с 16 июля 2013 года)
20. Антоний (Крипак), архиепископ Путивльский, викарий Киевской епархии (13 мая 2012 года; на кафедре с 20 июля 2012 года)
21. Лонгин (Жар), митрополит Банченский, викарий Черновицко-Буковинской епархии (22 мая 2012 года; на кафедре со дня хиротонии)
22. Мстислав (Дячина), епископ Тихвинский и Лодейнопольский (22 мая 2012 года; на кафедре с 12 марта 2013 года)
23. Никита (Ананьев), митрополит Красноярский и Ачинский (27 мая 2012 года; на кафедре с 20 марта 2025 года)
24. Софроний (Баландин), епископ Кинельский и Безенчукский (17 июня 2012 года; на кафедре со дня хиротонии)
25. Никон (Фомин), митрополит Астраханский и Камызякский (1 июля 2012 года; на кафедре с 15 июля 2016 года)
26. Иларион (Кайгородцев), епископ Кинешемский и Палехский (8 июля 2012 года; на кафедре со дня хиротонии)
27. Мефодий (Зайцев), епископ Альметьевский и Бугульминский (11 июля 2012 года; на кафедре со дня хиротонии)
28. Петр (Мансуров), митрополит Оренбургский и Саракташский (12 июля 2012 года; на кафедре с 27 декабря 2023 года)
29. Савватий (Загребельный), епископ Бишкекский и Кыргызстанский (21 июля 2012 года; на кафедре с 27 мая 2022 года)
30. Роман (Кимович), митрополит Конотопский и Глуховский (22 июля 2012 года; на кафедре со дня хиротонии)
31. Софроний (Китаев), епископ, бывший Губкинский и Грайворонский (22 июля 2012 года; на покое с 15 мая 2025 года)
32. Климент (Вечеря), митрополит Нежинский и Прилукский, (23 июля 2012 года; на кафедре с 21 декабря 2017 года)
33. Питирим (Творогов), епископ Скопинский и Шацкий (1 августа 2012 года; на кафедре с 25 августа 2020 года)
34. Аркадий (Таранов), архиепископ Ровеньковский и Свердловский (4 августа 2012 года; на кафедре с 17 августа 2021 года)
35. Ефрем (Яринко), митрополит, бывший Бердянский и Приморский (5 августа 2012 года; на покое с 16 мая 2023 года)
36. Константин (Островский), митрополит Каирский и Северно-Африканский, патриарший экзарх Африки (12 августа 2012 года; на кафедре с 24 июля 2025 года)
37. Иннокентий (Ветров), епископ Мариинский и Юргинский (21 августа 2012 года; на кафедре со дня хиротонии)
38. Варсонофий (Столяр), митрополит Винницкий и Барский (28 августа 2012 года; на кафедре с 17 декабря 2018 года)
39. Дамиан (Давыдов), архиепископ Фастовский, викарий Киевской епархии (30 августа 2012 года; на кафедре со дня хиротонии)
40. Алексий (Шпаков), митрополит Вознесенский и Первомайский (4 сентября 2012 года; на кафедре со дня хиротонии)
41. Серафим (Домнин), митрополит Пензенский и Нижнеломовский (12 сентября 2012 года; на кафедре с 25 декабря 2013 года)
42. Иннокентий (Васецкий), епископ Сормовский, викарий Нижегородской епархии (11 октября 2012 года; на кафедре с 27 мая 2022 года)
43. Филарет (Коньков), епископ Барышский и Инзенский (28 октября 2012 года; на кафедре со дня хиротонии)
44. Василий (Данилов), епископ Котласский и Вельский (18 ноября 2012 года; на кафедре со дня хиротонии)
45. Филарет (Гаврин), епископ Скадовский и Алёшкинский (25 ноября 2012 года; на кафедре с 25 июля 2024 года)
46. Феодор (Белков), епископ Покровский и Новоузенский (2 декабря 2012 года; на кафедре с 15 мая 2025 года)
47. Паисий (Кузнецов), епископ Яранский и Лузский (6 декабря 2012 года; на кафедре со дня хиротонии)
48. Гедеон (Губка), епископ Выксунский и Павловский (13 декабря 2012 года; на кафедре с 24 октября 2024 года)
49. Боголеп (Гончаренко), митрополит Александрийский и Светловодский (23 декабря 2012 года; на кафедре со дня хиротонии)
50. Даниил (Кузнецов), епископ Гурьевский, викарий Кемеровской епархии (23 декабря 2012 года; на кафедре с 25 августа 2022 года)

### Хиротонии 2013 года
1. Игнатий (Румянцев), епископ Уваровский и Кирсановский (25 января 2013 года; на кафедре со дня хиротонии)
2. Варлаам (Пономарёв), архиепископ Махачкалинский и Дербентский (27 января 2013 года; на кафедре со дня хиротонии)
3. Исидор (Тупикин), митрополит Смоленский и Дорогобужский (17 марта 2013 года; на кафедре со дня хиротонии)
4. Николай (Почтовый), митрополит Кировоградский и Новомиргородский (17 марта 2013 года; на кафедре с 23 ноября 2022 года)
5. Митрофан (Осяк), епископ Гатчинский и Лужский (23 марта 2013 года; на кафедре со дня хиротонии)
6. Варсонофий (Виниченко), архиепископ Кокшетауский и Акмолинский (30 марта 2013 года; на кафедре с 20 марта 2025 года)
7. Силуан (Вьюров), епископ Павлово-Посадский, викарий патриарха Московского и всея Руси (31 марта 2013 года; на кафедре с 24 марта 2022 года)
8. Феогност (Дмитриев), епископ Серовский и Краснотурьинский (14 апреля 2013 года; на кафедре с 30 мая 2024 года)
9. Ферапонт (Кашин), митрополит Костромской и Нерехтский (28 апреля 2013 года; на кафедре с 25 декабря 2013 года)
10. Антоний (Азизов), епископ Волгодонский и Сальский (7 мая 2013 года; на кафедре с 24 сентября 2021 года)
11. Диодор (Исаев), епископ Мелекесский и Чердаклинский (19 мая 2013 года; на кафедре со дня хиротонии)
12. Сергий (Булатников), епископ, бывший Великолукский и Невельский (13 июня 2013 года; на покое с 15 мая 2025 года)
13. Леонид (Горбачёв), митрополит, бывший Клинский (17 июня 2013 года; на покое с 27 декабря 2023 года)
14. Митрофан (Серёгин), епископ Сердобский и Спасский (19 августа 2013 года; на кафедре со дня хиротонии)
15. Гермоген (Серый), епископ Мичуринский и Моршанский (27 сентября 2013 года; на кафедре со дня хиротонии)
16. Диодор (Васильчук), архиепископ Южненский, викарий Одесской епархии (29 сентября 2013 года; на кафедре со дня хиротонии)
17. Роман (Корнев), епископ Рубцовский и Алейский (29 сентября 2013 года; на кафедре с 5 мая 2015 года)
18. Тихон (Бобов), епископ Ишимский и Аромашевский (3 ноября 2013 года; на кафедре со дня хиротонии)
19. Иоанн (Коваленко), епископ Калачевский и Палласовский (6 ноября 2013 года; на кафедре со дня хиротонии)
20. Каллистрат (Романенко), архиепископ Бежецкий и Удомельский (10 ноября 2013 года; на кафедре с 24 октября 2024 года)
21. Силуан (Глазкин), епископ Калачинский и Муромцевский (17 ноября 2013 года; на кафедре с 30 мая 2024 года)
22. Митрофан (Баданин), митрополит Мурманский и Мончегорский (24 ноября 2013 года; на кафедре с 26 февраля 2019 года)
23. Алексий (Муляр), епископ Саянский и Нижнеудинский (2 декабря 2013 года; на кафедре со дня хиротонии)

### Хиротонии 2014 года
1. Мефодий (Кондратьев), епископ Каменский и Камышловский (25 января 2014 года; на кафедре со дня хиротонии)
2. Викторин (Костенков), митрополит Ижевский и Удмуртский (23 февраля 2014 года; на кафедре с 5 мая 2015 года)
3. Стефан (Кавтарашвили), епископ Тихорецкий и Кореновский (25 февраля 2014 года; на кафедре со дня хиротонии)
4. Григорий (Петров), митрополит Воскресенский, викарий патриарха Московского и всея Руси (16 марта 2014 года; на кафедре с 11 октября 2023 года)
5. Нестор (Люберанский), епископ Тольяттинский и Жигулевский (18 мая 2014 года; на кафедре с 9 июля 2019 года)
6. Владимир (Михейкин), архиепископ Петропавловский и Булаевский (8 июня 2014 года; на кафедре со дня хиротонии)
7. Никанор (Анфилатов), архиепископ Южно-Сахалинский и Курильский (22 июня 2014 года; на кафедре с 13 апреля 2021 года)
8. Николай (Ольховский), митрополит Восточно-Американский и Нью-Йоркский (РПЦЗ) (29 июня 2014 года; на кафедре с 14 сентября 2022 года)
9. Агафангел (Дайнеко), епископ Норильский и Туруханский (6 июля 2014 года; на кафедре со дня хиротонии)
10. Симон (Морозов), епископ Шахтинский и Миллеровский (11 июля 2014 года; на кафедре со дня хиротонии)
11. Иоанн (Рощин), митрополит, бывший Венский и Австрийский (1 августа 2014 года; на покое с 11 марта 2020 года)
12. Паисий (Юрков), епископ Железногорский и Льговский (19 августа 2014 года; на кафедре с 25 августа 2020 года)
13. Виктор (Сергеев), епископ Глазовский и Игринский (31 августа 2014 года; на кафедре со дня хиротонии)
14. Владимир (Агибалов), епископ Новокузнецкий и Таштагольский (1 сентября 2014 года; на кафедре со дня хиротонии)
15. Нектарий (Селезнёв), епископ Ливенский и Малоархангельский (9 сентября 2014 года; на кафедре со дня хиротонии)
16. Евсевий (Дудка), митрополит Шепетовский и Славутский (28 сентября 2014 года; на кафедре с 29 января 2016 года)
17. Виктор (Быков), архиепископ Арцизский, викарий Одесской епархии (29 сентября 2014 года; на кафедре со дня хиротонии)
18. Павел (Тимофеенков), епископ Молодечненский и Столбцовский (2 декабря 2014 года; на кафедре со дня хиротонии)
19. Леонид (Толмачёв), епископ Искитимский и Черепановский (14 декабря 2014 года; на кафедре с 16 мая 2023 года)

### Хиротонии 2015 года
1. Антоний (Доронин), архиепископ Гродненский и Волковысский (3 января 2015 года; на кафедре с 9 июня 2021 года)
2. Фотий (Евтихеев), епископ Великоустюжский и Тотемский (15 февраля 2015 года; на кафедре с 16 марта 2023 года)
3. Димитрий (Елисеев), митрополит Читинский и Петровск-Забайкальский (22 февраля 2015 года; на кафедре с 27 декабря 2016 года)
4. Иоанн (Мошнегуцу), епископ Сорокский и Дрокиевский (8 марта 2015 года; на кафедре с 30 мая 2024 года)
5. Иоанн (Реннето), митрополит Дубнинский, архиепископ западноевропейских приходов русской традиции (15 марта 2015 года[2]; на кафедре с 14 сентября 2019 года)
6. Иоанн (Вахнюк), архиепископ Золотоношский, викарий Черкасской епархии (5 апреля 2015 года; на кафедре со дня хиротонии)
7. Порфирий (Преднюк), епископ Лидский и Сморгонский (5 апреля 2015 года; на кафедре со дня хиротонии)
8. Пармен (Щипелев), епископ, бывший Варгашинский, викарий Курганской епархии (18 мая 2015 года; на покое с 16 марта 2023 года)
9. Сергий (Зятьков), епископ Новороссийский и Геленджикский (21 мая 2015 года; на кафедре с 24 октября 2024 года)
10. Серапион (Дунай), епископ Ялуторовский, викарий Тобольской епархии (28 июня 2015 года; на кафедре с 27 мая 2022 года)
11. Всеволод (Понич), епископ Уржумский и Омутнинский (9 июля 2015 года; на кафедре с 11 октября 2023 года)
12. Владимир (Маштанов), епископ Шадринский и Далматовский (11 июля 2015 года; на кафедре со дня хиротонии)
13. Николай (Кривенко), епископ Северобайкальский и Сосново-Озёрский (12 июля 2015 года; на кафедре со дня хиротонии)
14. Нафанаил (Крикота), митрополит Волынский и Луцкий (5 августа 2015 года; на кафедре с 18 октября 2016 года)
15. Владимир (Новиков), епископ Клинцовский и Трубчевский (1 сентября 2015 года; на кафедре со дня хиротонии)
16. Тихон (Шевкунов), митрополит Симферопольский и Крымский (24 октября 2015 года; на кафедре с 11 октября 2023 года)
17. Антоний (Севрюк), митрополит Волоколамский, викарий патриарха Московского и всея Руси (26 октября 2015 года; на кафедре с 7 июня 2022 года)
18. Матфей (Андреев), епископ Сурожский (15 ноября 2015 года; на кафедре с 28 декабря 2017 года)
19. Сергий (Михайленко), архиепископ Болградский, викарий Одесской епархии (15 ноября 2015 года; на кафедре со дня хиротонии)
20. Савва (Никифоров), епископ Валуйский и Алексеевский (22 ноября 2015 года; на кафедре со дня хиротонии)
21. Парамон (Голубка), епископ Городецкий и Ветлужский (2 декабря 2015 года; на кафедре с 24 августа 2023 года)
22. Серафим (Савостьянов), епископ Бийский и Белокурихинский (4 декабря 2015 года; на кафедре с 26 февраля 2019 года)
23. Вениамин (Погребной), архиепископ Новосанжарский, викарий Полтавской епархии (6 декабря 2015 года; на кафедре со дня хиротонии)
24. Фома (Мосолов), архиепископ Одинцовский и Красногорский (6 декабря 2015 года; на кафедре с 13 апреля 2021 года)
25. Сергий (Копылов), епископ Борисоглебский и Бутурлиновский (19 декабря 2015 года; на кафедре с 3 июня 2016 года)
26. Феодор (Казанов), митрополит Волгоградский и Камышинский (27 декабря 2015 года; на кафедре с 28 декабря 2018 года)
27. Антоний (Простихин), епископ, бывший Славгородский и Каменский (28 декабря 2015 года; на покое с 15 мая 2025 года)

### Хиротонии 2016 года
1. Матфей (Копылов), митрополит Псковский и Порховский (3 января 2016 года; на кафедре с 25 июля 2024 года)
2. Павел (Григорьев), митрополит Владивостокский и Приморский (8 января 2016 года, на кафедре с 24 октября 2024 года)
3. Иоанн (Сичевский), епископ Елгавский, викарий Рижской епархии (27 марта 2016 года; на кафедре со дня хиротонии)
4. Иоанн (Руденко), епископ Шуйский и Тейковский (24 апреля 2016 года; на кафедре с 11 октября 2023 года)
5. Арсений (Перевалов), митрополит Звенигородский, викарий патриарха Московского и всея Руси (3 мая 2016 года; на кафедре с 25 июля 2024 года)
6. Кассиан (Шостак), архиепископ Иванковский, викарий Киевской епархии (31 июля 2016 года; на кафедре со дня хиротонии)
7. Евгений (Кульберг), митрополит Екатеринбургский и Верхотурский (1 августа 2016 года; на кафедре с 8 декабря 2020 года)
8. Феодор (Малаханов), архиепископ Петропавловский и Камчатский (14 августа 2016 года; на кафедре с 28 декабря 2018 года)
9. Петр (Дмитриев), епископ Бердянский и Приморский (26 октября 2016 года; на кафедре с 15 мая 2025 года)
10. Савватий (Перепёлкин), епископ, бывший Ванинский и Переяславский (30 октября 2016 года; на покое с 14 июля 2018 года)
11. Силуан (Шаларь), епископ Орхейский, викарий Кишиневской епархии (4 ноября 2016 года; на кафедре со дня хиротонии)
12. Ириней (Стинберг), епископ Лондонский и Западно-Европейский (6 ноября 2016 года; на кафедре с 20 сентября 2018 года)
13. Вениамин (Межинский), архиепископ Хотинский, викарий Черновицкой епархии (13 ноября 2016 года; на кафедре со дня хиротонии)
14. Николай (Дегтярёв), епископ Черняховский и Славский (27 ноября 2016 года; на кафедре со дня хиротонии)
15. Матфей (Самкнулов), епископ Ахтубинский и Енотаевский (2 декабря 2016 года; на кафедре с 11 октября 2023 года)
16. Тихон (Софийчук), митрополит Роменский и Бурынский (9 декабря 2016 года; на кафедре с 23 ноября 2022 года)
17. Исаакий (Андроник), архиепископ Ворзельский, викарий Киевской епархии (13 декабря 2016 года; на кафедре со дня хиротонии)
18. Евфимий (Максименко), епископ Усманский, викарий Липецкой епархии (25 декабря 2016 года; на кафедре со дня хиротонии)

### Хиротонии 2017 года
1. Викентий (Брылеев), епископ Тарский и Тюкалинский (3 января 2017 года; на кафедре с 11 октября 2023 года)
2. Сергий (Телих), епископ Маардуский, викарий Таллинской епархии (5 февраля 2017 года; на кафедре со дня хиротонии)
3. Алексий (Елисеев), епископ Галичский и Макарьевский (15 февраля 2017 года; на кафедре со дня хиротонии)
4. Алексий (Заночкин), епископ Венский и Австрийский (9 апреля 2017 года; на кафедре с 13 октября 2022 года)
5. Александр (Зайцев), епископ Плесецкий и Каргопольский (30 апреля 2017 года; на кафедре со дня хиротонии)
6. Тарасий (Перов), епископ Североморский и Умбский (2 мая 2017 года; на кафедре с 4 апреля 2019 года)
7. Серафим (Амельченков), епископ Истринский, викарий патриарха Московского и всея Руси (4 июня 2017 года; на кафедре с 9 июля 2019 года)
8. Виктор (Коцаба), митрополит Хмельницкий и Староконстантиновский (5 июня 2017 года; на кафедре с 3 апреля 2023 года)
9. Мелетий (Павлюченков), епископ Рославльский и Десногорский (11 июня 2017 года; на кафедре со дня хиротонии)
10. Аксий (Лобов), архиепископ Подольский и Люберецкий (18 июня 2017 года; на кафедре с 13 апреля 2021 года)
11. Фома (Демчук), епископ, бывший Покровский и Новоузенский (2 июля 2017 года; на покое с 15 мая 2025 года)
12. Феодорит (Тихонов), епископ Венёвский, викарий Тульской епархии (19 августа 2017 года; на кафедре с 25 августа 2022 года)
13. Феофан (Данченков), епископ Волжский и Сернурский (18 ноября 2017 года; на кафедре со дня хиротонии)
14. Игнатий (Суранов), епископ Череповецкий и Белозерский (20 ноября 2017 года; на кафедре с 25 августа 2020 года)
15. Сильвестр (Стойчев), архиепископ Белогородский, викарий Киевской епархии (24 декабря 2017 года; на кафедре со дня хиротонии)

### Хиротонии 2018 года
1. Марк (Давлетов), архиепископ Воркутинский и Усинский (8 января 2018 года; на кафедре со дня хиротонии)
2. Сергий (Аницой), архиепископ Тульчинский и Брацлавский (24 марта 2018 года; на кафедре с 23 октября 2024 года)
3. Пимен (Воят), архиепископ Ровенский и Острожский (25 марта 2018 года; на кафедре с 16 ноября 2021 года)
4. Алексий (Орлов), митрополит Челябинский и Миасский (1 апреля 2018 года; на кафедре с 15 апреля 2021 года)
5. Феоктист (Игумнов), епископ Переславский и Угличский (3 июня 2018 года; на кафедре с 28 декабря 2018 года)
6. Спиридон (Головастов), архиепископ Добропольский, викарий Киевской епархии (17 июня 2018 года; на кафедре со дня хиротонии)
7. Гедеон (Харон), епископ, бывший Макаровский, викарий Киевской епархии (18 июня 2018 года; на покое с 20 марта 2023 года)
8. Ипатий (Голубев), архиепископ Анадырский и Чукотский (21 августа 2018 года; на кафедре со дня хиротонии)
9. Нестор (Доненко), епископ Ялтинский, викарий Симферопольской епархии (27 сентября 2018 года; на кафедре со дня хиротонии)
10. Игнатий (Лукович), епископ Полоцкий и Глубокский (28 октября 2018 года; на кафедре с 30 августа 2019 года)
11. Василий (Данилов), епископ, бывший Касимовский и Сасовский (18 ноября 2018 года; на покое с 20 марта 2025 года)
12. Спиридон (Морозов), епископ Бирский и Белорецкий (2 декабря 2018 года; на кафедре со дня хиротонии)
13. Дионисий (Пилипчук), архиепископ Переяслав-Хмельницкий, викарий Киевской епархии (19 декабря 2018 года; на кафедре со дня хиротонии)
14. Андрей (Василашку), архиепископ Петропавловский, викарий Днепропетровской епархии (23 декабря 2018 года; на кафедре со дня хиротонии)

### Хиротонии 2019 года
1. Леонид (Солдатов), епископ Аргентинский и Южноамериканский (6 января 2019 года; на кафедре с 11 марта 2020 года)
2. Зосима (Балин), епископ Магнитогорский и Верхнеуральский (8 января 2019 года; на кафедре с 26 декабря 2019 года)
3. Александр (Эчеваррия), епископ, бывший Вевейский, викарий Западно-Европейской епархии (20 января 2019 года; на покое с 5 марта 2024 года)
4. Лука (Мурьянка), епископ Сиракузский, викарий Восточно-Американской епархии (12 февраля 2019 года; на кафедре со дня хиротонии)
5. Савва (Тутунов), архиепископ Зеленоградский, викарий патриарха Московского и всея Руси (3 марта 2019 года; на кафедре со дня хиротонии)
6. Амвросий (Скобиола), архиепископ Волновахский, викарий Донецкой епархии (6 апреля 2019 года; на кафедре со дня хиротонии)
7. Симеон (Голубка), архиепископ Угольский, викарий Хустской епархии (7 апреля 2019 года; на кафедре со дня хиротонии)
8. Амвросий (Вайнагий), архиепископ Згуровский, викарий Бориспольской епархии (13 апреля 2019 года; на кафедре со дня хиротонии)
9. Стефан (Привалов), епископ Александровский и Юрьев-Польский (21 апреля 2019 года; на кафедре с 20 марта 2025 года)
10. Алексий (Поликарпов), епископ Солнечногорский, викарий патриарха Московского и всея Руси (16 июня 2019 года; на кафедре со дня хиротонии)
11. Игнатий (Григорьев), епископ, бывший Гурьевский, викарий Кемеровской епархии (7 июля 2019 года; на покое с 25 августа 2022 года)
12. Борис (Баранов), епископ Костомукшский и Кемский (11 июля 2019 года; на кафедре с 25 августа 2020 года)
13. Силуан (Никитин), епископ Петергофский, викарий Санкт-Петербургской епархии (18 июля 2019 года; на кафедре со дня хиротонии)
14. Василий (Кулаков), митрополит Екатеринодарский и Кубанский (24 июля 2019 года; на кафедре с 27 декабря 2023 года)
15. Игнатий (Голинченко), епископ Енисейский и Лесосибирский (1 сентября 2019 года; на кафедре со дня хиротонии)
16. Порфирий (Шутов), епископ Озерский, викарий патриарха Московского и всея Руси (8 сентября 2019 года; на кафедре с 13 апреля 2021 года)
17. Леонтий (Козлов), митрополит Воронежский и Лискинский (12 сентября 2019 года; на кафедре с 24 октября 2024 года)
18. Амвросий (Шевцов), епископ Борисовский и Марьиногорский (6 октября 2019 года; на кафедре с 27 декабря 2023 года)
19. Иаков (Корацца), епископ Сонорский, викарий Западно-Американской епархии (6 ноября 2019 года; на кафедре со дня хиротонии)
20. Каллиник (Чернышёв), епископ, бывший Бахчисарайский, викарий Симферопольской епархии (8 декабря 2019 года; на покое с 25 июля 2024 года)
21. Павел (Валуйский), архиепископ Беловодский, викарий Луганской епархии (9 декабря 2019 года; на кафедре со дня хиротонии)
22. Спиридон (Романов), архиепископ Вишневский, викарий Киевской епархии (13 декабря 2019 года; на кафедре со дня хиротонии)
23. Никодим (Пустовгар), архиепископ Любечский, викарий Черниговской епархии (17 декабря 2019 года; на кафедре со дня хиротонии)

### Хиротонии 2020 года
1. Лавр (Березовский), епископ Ирпенский, викарий Киевской епархии (21 марта 2020 года; на кафедре со дня хиротонии)
2. Марк (Андрюк), епископ Бородянский, викарий Киевской епархии (22 марта 2020 года; на кафедре со дня хиротонии)
3. Афанасий (Герман), епископ Камень-Каширский, викарий Волынской епархии (28 марта 2020 года; на кафедре со дня хиротонии)
4. Кирилл (Билан), епископ Бышевский, викарий Киевской епархии (29 марта 2020 года; на кафедре со дня хиротонии)
5. Симеон (Коссек), епископ Домодедовский, викарий Архиепископии западноевропейских приходов русской традиции (27 июня 2020 года; на кафедре со дня хиротонии)
6. Елисей (Жермен), епископ Реутовский, викарий Архиепископии западноевропейских приходов русской традиции (28 июня 2020 года; на кафедре со дня хиротонии)
7. Иосиф (Королёв), епископ Можайский, викарий патриарха Московского и всея Руси (19 августа 2020 года; на кафедре с 29 декабря 2021 года)
8. Амвросий (Федукович), епископ Тракайский, викарий Виленской епархии (23 августа 2020 года; на кафедре со дня хиротонии)
9. Силуан (Чорней), епископ Герцаевский, викарий Черновицкой епархии (23 августа 2020 года; на кафедре со дня хиротонии)
10. Феодосий (Марченко), епископ Ладанский, викарий Нежинской епархии (27 августа 2020 года; на кафедре со дня хиротонии)
11. Артемий (Кузьмин), епископ Таганрогский, викарий Ростовской-на-Дону епархии (28 августа 2020 года; на кафедре со дня хиротонии)
12. Иринарх (Тымчук), епископ Новопсковский, викарий Северодонецкой епархии (28 августа 2020 года; на кафедре со дня хиротонии)
13. Питирим (Донденко), епископ Джакартский, викарий Сингапурской епархии (1 сентября 2020 года; на кафедре со дня хиротонии)
14. Варнава (Гладун), епископ Новобугский, викарий Николаевской епархии (13 декабря 2020 года; на кафедре со дня хиротонии)

### Хиротонии 2021 года
1. Антоний (Пухкан), епископ Корсунь-Шевченковский, викарий Черкасской епархии (6 июня 2021 года; на кафедре со дня хиротонии)
2. Паисий (Шинкарёв), архиепископ Константиновский, викарий Киевской епархии (13 июня 2021 года; на кафедре со дня хиротонии)
3. Агафон (Опанасенко), епископ Коктебельский, викарий Феодосийской епархии (28 августа 2021 года; на кафедре со дня хиротонии)
4. Герасим (Шевцов), архиепископ Владикавказский и Аланский (14 октября 2021 года; на кафедре со дня хиротонии)
5. Иов (Бандман), епископ Штутгартский, викарий Берлинской епархии (РПЦЗ) (10 декабря 2021 года; на кафедре со дня хиротонии)

### Хиротонии 2022 года
1. Алексий (Овсянников), епископ Джанкойский и Раздольненский (2 января 2022 года; на кафедре со дня хиротонии)
2. Евфимий (Моисеев), епископ Луховицкий, викарий патриаршего экзархата Африки (20 марта 2022 года; на кафедре с 24 октября 2024 года)
3. Иннокентий (Фролов), епископ Николаевский и Богородский (7 апреля 2022 года; на кафедре со дня хиротонии)
4. Варфоломей (Денисов), епископ Балаковский и Николаевский (17 апреля 2022 года; на кафедре со дня хиротонии)
5. Игнатий (Сидоренко), епископ Актюбинский и Кызылординский (1 мая 2022 года; на кафедре со дня хиротонии)
6. Клавдиан (Поляков), епископ Талдыкорганский, викарий Астанайской епархии (6 мая 2022 года; на кафедре со дня хиротонии)
7. Клеопа (Мигаеси), епископ Новоселицкий, викарий Черновицко-Буковинской епархии (15 мая 2022 года; на кафедре со дня хиротонии)
8. Феодосий (Минтенко), епископ Городищенский, викарий Шепетовской епархии (16 мая 2022 года; на кафедре со дня хиротонии)
9. Георгий (Войтович), епископ Пинский и Лунинецкий (2 июня 2022 года; на кафедре со дня хиротонии)
10. Евсевий (Тюхлов), епископ Друцкий, викарий Витебской епархии (5 июня 2022 года; на кафедре с 13 октября 2022 года)
11. Вениамин (Величко), епископ Скадовский, викарий Херсонской епархии (18 июля 2022 года; на кафедре со дня хиротонии)
12. Кирилл (Зинковский), епископ Сергиево-Посадский и Дмитровский (21 сентября 2022 года; на кафедре с 24 августа 2023 года)
13. Павел (Белокрылов), епископ Сарапульский и Можгинский (6 ноября 2022 года; на кафедре со дня хиротонии)
14. Иоанн (Терновецкий), епископ Изюмский и Купянский (27 ноября 2022 года; на кафедре со дня хиротонии)
15. Петр (Прутяну), епископ Кафский, викарий патриаршего экзарха Западной Европы (27 ноября 2022 года; на кафедре со дня хиротонии)
16. Хрисанф (Коноплёв), епископ Чимкентский и Туркестанский (2 декабря 2022 года; на кафедре со дня хиротонии)
17. Никита (Сторожук), епископ Ивано-Франковский и Коломыйский (4 декабря 2022 года; на кафедре со дня хиротонии)
18. Иаков (Галандзовский), епископ Дрогобычский, викарий Львовской епархии (11 декабря 2022 года; на кафедре со дня хиротонии)
19. Иларий (Гаврилец), епископ Свалявский, викарий Мукачевской епархии (13 декабря 2022 года; на кафедре со дня хиротонии)
20. Константин (Мануйлов), епископ Братский и Усть-Илимский (19 декабря 2022 года; на кафедре со дня хиротонии)
21. Дионисий (Шумилин), епископ Россошанский и Острогожский (25 декабря 2022 года; на кафедре со дня хиротонии)

### Хиротонии 2023 года
1. Вениамин (Волощук), епископ Боярский, викарий Киевской епархии (3 января 2023 года; на кафедре со дня хиротонии)
2. Аркадий (Демченко), епископ Гостомельский, викарий Киевской епархии (4 января 2023 года; на кафедре со дня хиротонии)
3. Вениамин (Рудый), епископ Талгарский, викарий Астанайской епархии (30 апреля 2023 года; на кафедре со дня хиротонии)
4. Иоанн (Липшанс), епископ Валмиерский, викарий Рижской епархии (13 августа 2023 года; на кафедре со дня хиротонии[9])
5. Вианор (Иванов), епископ Уральский и Атырауский (21 сентября 2023 года; на кафедре со дня хиротонии)
6. Феодосий (Нестеров), епископ Ноябрьский, викарий Салехардской епархии (27 сентября 2023 года; на кафедре со дня хиротонии)
7. Никандр (Пилишин), митрополит Владимирский и Суздальский (18 октября 2023 года; на кафедре с 27 декабря 2024 года)
8. Пантелеимон (Бердников), епископ Бикинский, викарий Хабаровской епархии (22 октября 2023 года; на кафедре со дня хиротонии)
9. Филарет (Кузмин), епископ Кэприянский, викарий Кишиневской епархии (22 октября 2023 года; на кафедре со дня хиротонии)

### Хиротонии 2024 года
1. Даниил (Леписк), епископ Тартуский, викарий Таллинской епархии (4 февраля 2024 года; на кафедре со дня хиротонии)
2. Владимир (Бирюков), епископ Каинский и Барабинский (15 февраля 2024 года; на кафедре со дня хиротонии)
3. Ермоген (Корчуков), епископ Туранский, викарий Кызыльской епархии (18 февраля 2024 года; на кафедре со дня хиротонии)
4. Митрофан (Еврокатов), епископ Нефтекамский и Белебеевский (1 марта 2024 года; на кафедре со дня хиротонии)
5. Павел (Кривоногов), епископ Троицкий и Южноуральский (10 марта 2024 года; на кафедре со дня хиротонии)
6. Алексий (Туриков), епископ Раменский, викарий патриарха Московского и всея Руси (24 марта 2024 года; на кафедре со дня хиротонии)
7. Филарет (Тихонов), епископ Колпашевский и Стрежевский (31 марта 2024 года; на кафедре со дня хиротонии)
8. Николай (Рошка), епископ Чадыр-Лунгский, викарий Кагульской епархии (7 апреля 2024 года; на кафедре со дня хиротонии)
9. Петр (Зобов), епископ Кудымкарский и Верещагинский (14 апреля 2024 года; на кафедре со дня хиротонии)
10. Алипий (Цушко), епископ Тарутинский, викарий Одесской епархии (20 апреля 2024 года; на кафедре со дня хиротонии)
11. Авксентий (Абражей), епископ Несвижский, викарий патриаршего экзарха всея Беларуси (21 апреля 2024 года; на кафедре со дня хиротонии)
12. Климент (Шмигельский), епископ Боровский, викарий Киевской епархии (21 апреля 2024 года; на кафедре со дня хиротонии)
13. Патрокл (Поромбак), епископ Дондюшенский, викарий Единецкой епархии (21 апреля 2024 года; на кафедре со дня хиротонии)
14. Серафим (Пасанаев), епископ Минусинский и Курагинский (28 апреля 2024 года; на кафедре со дня хиротонии)
15. Алексий (Смирнов), епископ Бакинский и Азербайджанский (13 июня 2024 года; на кафедре со дня хиротонии)
16. Феодосий (Шитов), епископ Алатырский и Порецкий (16 июня 2024 года; на кафедре со дня хиротонии)
17. Мелетий (Кисняшкин), епископ Ардатовский и Атяшевский (11 июля 2024 года; на кафедре со дня хиротонии)
18. Макарий (Муминов), епископ Нерчинский и Краснокаменский (12 июля 2024 года; на кафедре со дня хиротонии)
19. Мефодий (Зинковский), епископ Егорьевский, викарий патриарха Московского и всея Руси (16 июля 2024 года; на кафедре со дня хиротонии)
20. Савва (Лесных), епископ Армавирский и Лабинский (21 июля 2024 года; на кафедре со дня хиротонии)
21. Вячеслав (Сорокин), епископ Канский и Богучанский (1 августа 2024 года; на кафедре со дня хиротонии)
22. Феогност (Ильницкий), епископ Щигровский и Мантуровский (19 августа 2024 года; на кафедре с 24 октября 2024 года)
23. Гавриил (Мельников), епископ Набережночелнинский и Елабужский (1 сентября 2024 года; на кафедре со дня хиротонии)
24. Михаил (Малаханов), епископ Югорский и Няганский (6 сентября 2024 года; на кафедре со дня хиротонии)
25. Макарий (Ющенко), епископ Горноалтайский и Чемальский (8 сентября 2024 года; на кафедре со дня хиротонии)
26. Анастасий (Бедников), епископ Овидиопольский, викарий Одесской епархии (27 октября 2024 года; на кафедре со дня хиротонии)
27. Серафим (Кадубянский), епископ Нововоронцовский, викарий Новокаховской епархии (30 октября 2024 года; на кафедре со дня хиротонии)
28. Николай (Пашков), епископ Георгиевский и Прасковейский (18 ноября 2024 года; на кафедре со дня хиротонии)
29. Сергий (Зайчиков), епископ Алапаевский и Ирбитский (2 декабря 2024 года; на кафедре со дня хиротонии)
30. Серафим (Лопухов), епископ Ейский и Тимашевский (8 декабря 2024 года; на кафедре со дня хиротонии)
31. Иов (Похивка), епископ Кицманский, викарий Черновицко-Буковинской епархии (29 декабря 2024 года; на кафедре со дня хиротонии)

### Хиротонии 2025 года
1. Пантелеимон (Мельник), епископ Батуринский, викарий Нежинской епархии (8 января 2025 года; на кафедре со дня хиротонии)
2. Филарет (Волошин), епископ Барышевский, викарий Бориспольской епархии (9 января 2025 года; на кафедре со дня хиротонии)
3. Антоний (Подоровский), епископ Сызранский и Шигонский (15 февраля 2025 года; на кафедре со дня хиротонии)
4. Макарий (Комогоров), епископ Козельский и Людиновский (2 марта 2025 года; на кафедре с 15 мая 2025 года)
5. Марк (Куштан), епископ Раховский, викарий Хустской епархии (30 марта 2025 года; на кафедре со дня хиротонии)
6. Иларион (Карандеев), епископ Феодосийский и Керчинский (13 апреля 2025 года; на кафедре со дня хиротонии)
7. Софроний (Семёнов), епископ Нарьян-Марский и Мезенский (11 мая 2025 года; на кафедре со дня хиротонии)
8. Иоасаф (Вишняков), епископ Славгородский и Каменский (29 мая 2025 года; на кафедре со дня хиротонии)
9. Амвросий (Марченко),  епископ Грозненский и Сунженский (6 июля 2025 года; на кафедре со дня хиротонии)
10. Авель (Пивоваров),  епископ Губкинский и Грайворонский (11 июля 2025 года; на кафедре со дня хиротонии)
11. Кирилл (Умрилов), епископ Отрадненский и Похвистневский (19 августа 2025; на кафедре со дня хиротонии)

## Будущие архиереи

### Наречённые архиереи
После наречения архиерейская хиротония обычно совершается в ближайшие дни или недели.

### Избранные в архиереи
После избрания архиерейская хиротония может быть совершена в срок от месяца до нескольких лет или вообще не состояться.
1. Иоанн (Железов), архимандрит, избран епископом Бронницким, викарием патриарха Московского и всея Руси (избран 24 июля 2025 года; наречён 18 августа 2025)
2. Исаакий (Иванов), архимандрит, избран епископом Касимовским и Сасовским (избран 24 июля 2025 года; наречён 18 августа 2025)
3. Силуан (Конев), архимандрит, избран епископом Ржевским и Торопецким (избран 24 июля 2025 года; наречён 18 августа 2025)

## Архиереи Русской православной церкви, запрещённые в служении
1. Петр (Пэдурару), епископ, бывший Бельцкий, викарий Кишинёвской епархии (1 сентября 1990 года; в 1992 году запрещён в священнослужении Священным синодом РПЦ). Принят в Румынскую православную церковь, где был возведён в сан митрополита Бессарабского. 31 марта 1999 года Священный синод РПЦ заявил о готовности снять с него каноническое запрещение в священнослужении и предоставить отпускную грамоту, но она так и не была предоставлена.
2. Вениамин (Русаленко)[10], епископ, бывший Черноморский и Кубанский (28 ноября 1990 года[1]; запрещён в священнослужении Синодом РПЦЗ 15 мая 2002 года). Сейчас состоит в неканонической Русской истинно-православной церкви, сана формально не лишён.
3. Симеон (Шостацкий), митрополит, бывший Винницкий и Барский (4 мая 1996 года; запрещён в священнослужении с 17 декабря 2018 года). Сейчас состоит в Православной церкви Украины.
4. Александр (Драбинко), митрополит, бывший Переяслав-Хмельницкий и Вишневский, викарий Киевской епархии (19 декабря 2007 года; запрещён в священнослужении с 17 декабря 2018 года). Сейчас состоит в Православной церкви Украины.
5. Игнатий (Тарасов), епископ, бывший Костомукшский и Кемский (11 июля 2013 года; на покое с 25 августа 2020 года, запрещён в священнослужении решением Высшего общецерковного суда от 2 марта 2021 года, запрещение вступило в силу с 8 апреля 2021 года)
6. Игнатий (Бузин), епископ, бывший Армавирский и Лабинский (13 апреля 2014 года; на покое с 25 августа 2020 года, запрещён в священнослужении решением Высшего общецерковного суда от 3 марта 2021 года, запрещение вступило в силу с 8 апреля 2021 года)

## Архиерей, ранее пребывавший под омофором Русской православной церкви, но ныне находящийся в юрисдикции иной Поместной церкви
1. Серафим (Сигрист), епископ, бывший Сендайский (19 декабря 1971 года; на покое с 1988 года; 2 апреля 2009 года принят в клир Православной церкви в Америке как епископ на покое с титулом «бывший Сендайский»).

## Бывшие архиереи Русской православной церкви, лишённые сана
1. Филарет (Денисенко), бывший митрополит Киевский и всея Украины (4 февраля 1962 года; 27 мая 1992 года — запрещён в священнослужении, 11 июня 1992 года — извержен из сущего сана, лишён всех степеней священства и всех прав, связанных с пребыванием в клире, 21 февраля 1997 года — отлучён от Церкви через анафематствование Архиерейским собором РПЦ).
2. Василий (Осборн), бывший епископ Сергиевский, управляющий Сурожской епархией (7 марта 1993 года; с 8 июня 2006 года — в Константинопольском патриархате, 12 февраля 2010 года — лишён священного и монашеского сана по собственному прошению).
3. Агафангел (Пашковский)[10], бывший епископ Одесский и Таврический (РПЦЗ) (27 марта 1994 года[1]; 19 апреля 2007 года — запрещён в священнослужении, 1 сентября 2009 года — лишён священного сана).
4. Игнатий (Пунин), бывший епископ Минусинский и Курагинский (7 июля 2005 года; на покое с 12 марта 2024 года, лишён сана 25 июля 2024 года)
5. Флавиан (Митрофанов), бывший епископ Череповецкий и Белозерский (23 ноября 2014 года, на покое с 25 августа 2020 года, запрещён в священнослужении с 8 декабря 2020 года, лишён сана 29 декабря 2020 года)